# 15,2 × 169 мм
15,2×170 мм Steyr — сверхмощный патрон для крупнокалиберных снайперских винтовок/ПТР.